# ۳۶ مارافسای
۳۶ مارافسای یک ستاره است که در صورت فلکی مارافسای قرار دارد.